# Rat River (biflöde till Peel River)
Rat River är ett vattendrag i Kanada.   Det ligger i territorierna Yukon och Northwest Territories, i den nordvästra delen av landet, 4 100 km nordväst om huvudstaden Ottawa.
Trakten runt Rat River är nära nog obefolkad, med mindre än två invånare per kvadratkilometer.